# Xiaohongshu
Xiaohongshu (Chinesisch: 小红书; Pinyin: xiǎohóngshū; wörtlich: "Kleines rotes Buch") ist eine chinesische Onlineplattform, die von dem Unternehmen Xingin Information Technology (Shanghai) Co, Ltd betrieben wird. Außerhalb Chinas ist Xiaohongshu unter dem Namen Red Note bekannt. Die Plattform kombiniert Funktionen eines sozialen Netzwerks mit denen von E-Commerce (Social Commerce). So können Nutzer Bilder, Videos posten und über Vlogging- oder Bloggingfunktionen aus ihrem Leben berichten. Sie wird vor allem für die Themen Lifestyle und Reisen genutzt. Die Plattform umfasst auch eine In-App-Einkaufsschnittstelle, über die Nutzer Produkte durchsuchen, kaufen und bewerten können. Xiaohongshu wurde häufig mit der Plattform Instagram verglichen, welche in der Volksrepublik China gesperrt ist.
Im Jahr 2023 hatte das soziale Netzwerk knapp 300 Millionen aktive Nutzer. Knapp 70 % der Plattformnutzer waren Berichten zufolge nach 1990 geboren, und fast 70 % von ihnen waren weiblich. Im Vergleich zu Douyin (der chinesischen Version von TikTok) wird sie vor allem von wohlhabenderen städtischen Gesellschaftsschichten genutzt. Obwohl der Name der Plattform als Anspielung auf Maos Kleines Rotes Büchlein verstanden werden kann, ist sie zu einem Symbol für den Konsumismus der jungen chinesischen Mittelschicht und Influencer-Marketing aufgestiegen. Sie spielt auch eine große Rolle hinsichtlich Absatz und Marketing für internationale Unternehmen.

## Geschichte
Die Plattform wurde im Jahr 2013 von Miranda Qu und Charlwin Mao als Reiseführer für wohlhabende, meist weibliche Reisende auf der Suche nach Einkaufsempfehlungen gegründet. Mao war ein Absolvent der Stanford Business School und Qu hatte zuvor für Bertelsmann gearbeitet.
Im Oktober 2014 begann Xiaohongshu, chinesische Verbraucher mit globalen Einzelhändlern zu verbinden und richtete eine eigene grenzüberschreitende E-Commerce-Plattform ein, auf der chinesische Verbraucher Produkte aus dem Ausland kaufen und direkt bestellen konnten. Bald darauf wurden Lagerhäuser in verschiedenen chinesischen Städten eingerichtet. Bis 2017 hatte die Plattform bereits 50 Millionen Nutzer gewonnen und gehörte zu den beliebtesten Shopping-Apps in China. 2018 investierten Tencent und die Alibaba Group 300 Millionen US-Dollar in das Start-up, bei einer Gesamtbewertung von 3 Milliarden Dollar.
Aufgrund des frühen Fokus der Plattform auf Mode- und Schönheitstrends war die Nutzerbasis von Xiaohongshu in den ersten Jahren überwiegend weiblich. Einem im April 2021 veröffentlichten Bericht zufolge waren 90 % der Xiaohongshu-Nutzer Frauen. Die App hatte wohlhabende weibliche Nutzer der Gen Z im urbanen China als Alternative zu Instagram angezogen, das in dem Land gesperrt ist. Die App versuchte in der Folge auch mehr Männer auf die Plattform zu locken und warb in von Männern frequentierten Sportforen mit Werbeslogans wie: "Schöne Frauen sind alle hier auf Xiaohongshu kostenlos zu sehen!" während eine andere Anzeige auf der Forumsseite Baidu Tieba lautete: "Sexy, schöne Automodelle und stilvolle Schönheiten warten auf dich.
Ein potenzieller Börsengang der Plattform in den USA scheiterte 2021. Einem Bloomberg-Bericht zufolge gehörte die Bestimmung, dass alle Unternehmen, die über mehr als 1 Million Nutzerdaten verfügen, eine Cybersicherheitsprüfung vorlegen müssen, was einer der Gründe für die Aussetzung der Börsennotierung von Xiaohongshu in den Vereinigten Staaten war.
Bei einer neuen Finanzierungsrunde im September 2023, bei der Sequoia Capital zu den Investoren gehörte, wurde Xiaohongshu mit 14 Milliarden US-Dollar bewertet. Im Juli 2024 erfolgte eine weitere Finanzierungsrunde, bei dem der Unternehmenswert auf 17 Milliarden Dollar anstieg.
Im Januar 2025 begannen zahlreiche Nutzer von TikTok aus den Vereinigten Staaten in Antizipation auf das angekündigte TikTok-Verbot in den USA zu Xiaohongshu zu wechseln.

## Kritik
Ähnlich wie Instagram wurde der Plattform ein negativer Einfluss auf das Selbstbild von jungen Frauen vorgehalten, da die Plattform stark gefilterte, stilisierte Fotos und perfekt eingefangene Bilder enthält. Auch wurde der Plattform vorgehalten Sozialneid, Konsumismus und unrealistische Erwartungshaltungen zu befördern, weshalb in den Guidelines der Plattform auch zu lesen ist: "Wenn Sie relativ wohlhabend sind, seien Sie bitte einfühlsam und berücksichtigen Sie die Gefühle anderer, wenn Sie Ihre Inhalte teilen".
Ein weiteres auftretendes Problem waren Fake-Reviews und betrügerische Aktivitäten. Im Dezember 2021 bildete Xiaohongshu als Reaktion auf den Vertrauensverlust der Öffentlichkeit in die Echtheit der auf seiner Plattform eingestellten Inhalte ein spezielles Team, das betrügerische Inhalte erkennen und entfernen soll. In der Folge wurden zahlreiche Inhalte und Accounts gelöscht.
Wie andere Plattformen in der Volksrepublik China wird auch Xiaohongshu zensiert. Im Dezember 2022 verbot die Regierung der Republik China (Taiwan) Angestellten des öffentlichen Dienstes die Nutzung von Xiaohongshu auf offiziellen Geräten aufgrund von Bedenken hinsichtlich der nationalen Sicherheit.